# Doğankent
Doğankent (bis 1964 Harşit) ist eine Stadt und zugleich Verwaltungszentrum des gleichnamigen Landkreises in der Provinz Giresun.

## Geographie

### Stadt
Die 24 km von der Schwarzmeerküste entfernte Stadt liegt an dem Harşit Çayı, 46 km (79 Straßenkilometer) südöstlich von der Provinzhauptstadt Giresun und 60 km nordwestlich von Gümüşhane. Die Stadt beherbergt mehr als zwei Drittel der Landkreisbevölkerung (2020: 67,3 %).

### Landkreis
Der Landkreis Doğankent grenzt im Westen an den Kreis Güce, im Norden an den Kreis Tirebolu sowie im Nordosten an den Kreis Çanakçı. Außerdem bildet im Südosten die Provinz Gümüşhane mit dem Kreis Kürtün eine gemeinsame Grenze. Mit 61 Einwohnern je Quadratkilometer liegt der Kreis mit der Bevölkerungsdichte etwas unter dem Provinzdurchschnitt (von 64,4 Einw. je km²).
Der Kreis wurde 1990 vom südlichen Teil des Landkreises Tirebolu abgespalten (Gesetz Nr. 3644). Alle Orte gehörten bis dahin zum Bucak Doğankent dieses Kreises. Die letzten Bevölkerungsangaben vor der Gebietsänderung stammen von der Volkszählung 1985 und wiesen 9539 Einwohner dafür aus, davon für den Bucakhauptort (Bucak Merkezi) Doğankent 3394 Einwohner.
Ende 2020 bestand der Kreis neben der Kreisstadt noch aus neun Dörfern (Köy) mit durchschnittlich 245 Bewohnern pro Dorf (Gesamtbevölkerung aller Dörfer: 2207 Einw.). Das Dorf Çatak ist mit 793 Einwohnern das größte.